# Pongrácz István (vértanú)
Szent Pongrácz István (Alvinc, 1582 – Kassa, 1619. szeptember 7.) magyar jezsuita szerzetes, vértanú.

## Életútja
Az ősi magyar szentmiklósi és óvári Pongrácz család leszármazottja, mely a XIII. században érkezett Magyarországra, feltehetőleg Csehországból.
Pongrácz István tanulmányait a kolozsvári jezsuita kollégiumban kezdte. 1602-ben szülei és rokonai tanácsa ellenére belépett a jezsuita rendbe. Próbaidejét Brünnben töltötte. Később Prágában és Laibachban filozófiát tanult. Egy ideig Grazban és Klagenfurtban tanított és tanult. 1615-ben elvégezte a teológiát, majd Grazban pappá szentelték. 1615-ben jezsuita kollégiumot alapított Homonnán. 1619-ben a rend provinciálisa Kassára küldte, hogy segítse a város rekatolizációját.
Az 1619. szeptember 6-áról szeptember 7-ére virradó éjszaka Kőrösi Márkkal és Grodecz Menyhérttel együtt megkínozták, majd megölték, miután nem adta fel hitét. II. János Pál pápa avatta szentté őket 1995-ben a kassai repülőtéren tartott szentmiséjén.